# Anna Karenina (film, 1997)
Anna Karenina 1997-ben készült angol–amerikai–orosz nagyjátékfilm, Bernard Rose rendezésében, Sophie Marceau címszereplésével.

## Szereplők
| Szerep                                                 | Színész              | Magyar hangja (1. szinkron) |
| ------------------------------------------------------ | -------------------- | --------------------------- |
| Anna Karenyina                                         | Sophie Marceau       | Györgyi Anna                |
| Alekszej Vronszkij, Anna szeretője                     | Sean Bean            | Szakácsi Sándor             |
| Konsztantyin Levin                                     | Alfred Molina        | Jakab Csaba                 |
| Jekatyerina „Kitty” Scserbackaja                       | Mia Kirshner         | Kocsis Judit                |
| Alekszej Karenyin, Anna férje                          | James Fox            | Bács Ferenc                 |
| Ligyija (Lídia) Ivanovna grófné                        | Fiona Shaw           | Menszátor Magdolna          |
| Sztyepan „Sztyiva” Oblonszkij, Anna fivére             | Danny Huston         | Kőszegi Ákos                |
| Vronszkaja grófné, Vronszkij anyja                     | Phyllida Law         | Kassai Ilona                |
| Nyikolaj                                               | David Schofield      | N/A                         |
| Darja „Dolly” Oblonszkaja, Sztyiva felesége            | Saskia Wickham       | Orosz Anna                  |
| Jelizaveta „Betsy” Tverszkaja hercegnő, Anna barátnője | Jennifer Caron Hall  | Antal Olga                  |
| Scserbackaja hercegné                                  | Anna Calder-Marshall | N/A                         |
| A nagykövet felesége                                   | Valerie Braddell     | N/A                         |
| Kapitonics, Karenyin komornyikja                       | Pjotr Selohonov      | N/A                         |
| Orvos                                                  | Niall Buggy          | N/A                         |
| Szerjózsa                                              | Hamish Falconer      | Szvetlov Balázs             |
| Nordstone grófné                                       | Justine Waddell      | Orosz Helga                 |
| Marija                                                 | Kszenyija Rappaport  | N/A                         |